# Стрілець Станіслав Борисович
Стрілець Станіслав Борисович (8 червня 1982, Київ) — український фотограф, публіцист, мандрівник та популяризатор індійської культури.
З 2001 - професійний фотограф, дизайнер та оператор. Працює в жанрах портретної, рекламної та концептуальної фотографії.

## Біографічні дані
2004 — закінчив Національну Юридичну Академію ім. Ярослава Мудрого.

## Мандри
Багато подорожував країнами Азії, зокрема Індією, чому присвятив кілька статей в українських вмиданнях, фотовиставок, та короткометражних документальних фільмів. Став першим українцем, який здійснив Амарнатх-ятру до священної печери Амарнатх з самопроявленим Шивалінгамом, одне з найскладніших шиваїтських паломництв у важкодоступному районі Гімалаїв (Кашмір).
Брав участь у релігієзнавчій експедиції на Кумбх Мелу 2013, став режисером документального фільму про Кумбх Мелу.

## Творчі досягнення
Автор  статей, рецензій, оглядів у журналах National Geographic Ukraine, B-52, "День", «Playboy Ukraine».
Виставки:
- ”23” (2004)
- ”Критичні дні” (2004)
- ”I.S.C.H” (2006)
- ”Hidden dimensions” (2009)
- ”Божественна Індія” (2009)
- ”Магнетизм” (2010)
- ”Амарнатх” (2012)

Документальні Фільми:
- Maha Kumbh
- Searching for the Light

## Професійні досягнення і винагороди
- Переможець декількох престижних міжнародних фотографічних конкурсів (“NU: The harmony of body”, “Surrealistic worlds”),  журналів Foto&Video, National Geographic Ukraine.